# محمود میرزایی
محمود میرزایی، موسیقی‌دان، آهنگساز، خواننده، نوازندهٔ پیانو و رهبر ارکستر اهل ایران است.

## زندگی
محمود میرزایی برونده از ۱۲ سالگی به فراگیری موسیقی پرداخت. پدرش علی میرزایی برونده، در جنگ ایران و عراق کشته شد. محمود میرزایی ابتدا مقدمات تئوری موسیقی و هارمونی را آموخت و در ۱۴ سالگی نواختن پیانو را آغاز کرد. او هم‌زمان به گروه کر خانهٔ فرهنگ سلمان وارد شد و درس‌هایی مانند سلفژ، هارمونی، کنترپوان، فرم و ارکستراسیون را نزد حامد مهاجر آموخت. در ۱۷ سالگی همکاری خود را با گروه‌های کر دیگر آغاز کرد و پس از مدتی به گروه کر ارکستر سمفونیک تهران به رهبری گورگن موسسیان پیوست و به عنوان خوانندهٔ باریتون با این گروه همکاری کرد. وی هم‌زمان به دانشگاه هنر تهران راه یافت و در رشتهٔ نوازندگی ساز جهانی، با ساز تخصصی پیانو، نزد شهره جلالی قاجار تحصیلات دانشگاهی خود را به پایان برد.
محمود میرزایی از سال ۱۳۷۶ به صورت حرفه‌ای آهنگسازی و تنظیم قطعات موسیقی در سبک‌های مختلف را آغاز کرد. او همچنین در زمینهٔ تدریس با مراکز آموزشی نظیر هنرستان موسیقی تهران، هنرستان صدا و سیما، و دانشگاه علمی کاربردی همکاری کرده‌است. در سال ۱۴۰۰، قطعهٔ «همبستگی» (بعد وجدان) با ملودی و خوانندگی آرش اوستا و تنظیم محمود میرزایی، برندهٔ مدال برنز از «گلوبال میوزیک اوارد» شد.

## فعالیت‌های هنری
از جمله فعالیت‌های هنری محمود میرزایی، می‌توان به موارد زیر اشاره کرد:
همکاری با گروه کر مؤسسه خوش‌نهاد پیمان به رهبری کامبیز آریایی‌نژاد، همکاری با گروه کر صدا و سیما به رهبری رازمیک اوهانیان، همکاری با گروه کر دانشگاه علم و صنعت به رهبری محمدحسین حمیدی، همکاری با گروه کر ارکستر سمفونیک تهران به رهبری گورگن موسسیان و بهرنگ شگرف‌کار، رهبری گروه کر خانهٔ فرهنگ سلمان تهران (۱۳۸۰ تا ۱۳۸۲)، همکاری با محمد سریر به عنوان دستیار (از ۱۳۸۲)، همکاری با مجید درخشانی به عنوان دستیار (از ۱۳۸۳)، رهبری گروه کر فرهنگسرای بهمن (۱۳۸۴)، پایه‌گذاری و فعالیت در گروه موسیقی و کر مهرگان (آناهید) به عنوان رهبر، پیانیست و آهنگساز (۱۳۸۵ تا ۱۳۸۸)، رهبری ارکستر زهی بانوان مهرنوا (۱۳۸۵ تا ۱۳۸۶)، همکاری با گروه موسیقی پری‌رخ به خوانندگی پری زنگنه به عنوان رهبر و تنظیم‌کننده، رهبری ارکستر و گروه کر خانه هنرمندان ایران، همکاری با ارکستر سمفونیک تهران به رهبری نادر مرتضی‌پور به عنوان تنظیم‌کننده، همکاری با صدا و سیما به عنوان آهنگساز و تنظیم‌کننده.

## بازداشت
محمود میرزایی نیمه شب ۱۲ مهر ۱۴۰۱ در جریان خیزش ۱۴۰۱ ایران، پس از ورود نیروهای امنیتی به محل زندگی‌اش بازداشت و به زندان تهران بزرگ منتقل شد. او در شرایط نامناسب جسمی و روحی در زندان بود. در همین رابطه، آبان ۱۴۰۱ گروهی از هنرمندان و فعالان حقوق بشر نسبت به ادامهٔ بازداشت محمود میرزایی و بیماری او در زندان بزرگ تهران فشافویه ابراز نگرانی کردند. محمود میرزایی ۲۰ آذر ۱۴۰۱، با قرار وثیقه آزاد شد.

## آثار هنری
از جمله آثار آهنگسازی و تنظیم محمود میرزایی می‌توان به موارد زیر اشاره کرد:

### آثار موسیقی مجلسی و ارکسترال
- همای رحمت برای گروه کر، تیمپانی، پیانو و ارکستر زهی (۱۳۷۶)
- Hostias، برای گروه کر و پیانو (۱۳۷۸)
- Agnus Dei، برای سولیست کنترآلتو و پیانو (۱۳۸۰)
- Adagio triste، برای ارکستر سمفونیک (۱۳۸۲)
- ای ایران، برای سولیست باریتون، گروه کر و ارکستر سمفونیک (۱۳۸۳)
- سودای عشق، برای خواننده آواز ایرانی و ارکستر ملی (۱۳۸۴)
- بیداد خزان، برای سولیست باریتون و ارکستر سمفونیک (۱۳۸۵)
- شعر آفرینش، برای گروه کر و ارکستر سمفونیک (۱۳۸۶)
- آینهٔ جاری، (بر اساس ملودی محمد سریر) برای سولیست باریتون، گروه کر و پیانو (۱۳۸۷)
- نسیم سحر، برای خوانندهٔ آواز ایرانی و ارکستر ملی (۱۳۸۷)
- در پنجه باد، برای خواننده آواز ایرانی و ارکستر ملی (۱۳۸۷)
- سرود بانک ملت، (بر اساس ملودی محمد سریر) برای سولیست باریتون، گروه کر و ارکستر سمفونیک (۱۳۸۸)
- سرود دانشگاه آزاد، برای گروه کر و ارکستر سمفونیک (۱۳۸۹)
- شهیدان ماندگار، برای خواننده آواز ایرانی، گروه کر، ارکستر سازهای ایرانی و ارکستر سمفونیک (۱۳۸۹)
- قبلهٔ نخستین، برای خواننده باریتون، کروه کر و ارکستر مجلسی (۱۳۸۹)
- شیرین و فرهاد، (بر اساس ملودی محمد سریر) برای سولیست باریتون، گروه کر و ارکستر مجلسی (۱۳۹۰)
- عروسی، (بر اساس ملودی محمد سریر) برای سولیست باریتون و ارکستر مجلسی (۱۳۹۰)
- جان مریم، (بر اساس ملودی کامبیز مژدهی) برای سولیست باریتون و ارکستر مجلسی (۱۳۹۰)
- همان بودی که می‌گفتی، (بر اساس ملودی محمد سریر) برای سولیست باریتون، گیتار و ارکستر زهی (۱۳۹۰)
- خلیج فارس، (بر اساس ملودی کورش انوش) برای سولیست تنور و ارکستر سمفونیک (۱۳۹۱)
- برف، برای سولیست باریتون، گروه کر، پیانو و ارکستر سمفونیک (۱۳۹۱)
- پَرِ خیال، (بر اساس ملودی محمد سریر) برای سولیست باریتون، فلوت، گیتار، پیانو، ویلن و ویلنسل (۱۳۹۲)
- ۱۵ اثر از مشاهیر موسیقی کلاسیک، برای آنسامبل راک و ارکستر مجلسی (۱۳۹۳)

#### موسیقی نمایش
- خاندان چن چی (۱۳۸۱)
- شاخ نبات، برای سازهای ایرانی، خواننده آواز ایرانی، سولیست تنور، کوارتت زهی و پیانو (۱۳۹۳)

#### موسیقی انیمیشن
- دستهای مهربان، برای گروه کر و ارکستر سمفونیک (۱۳۸۲)

#### موسیقی فیلم
- دختر قلعه، برای ارکستر سمفونیک (۱۳۸۹)

### آثار موسیقی پاپ
- قصر یخ (۱۳۸۲)
- همدم (۱۳۸۴)
- تیتراژ پایانی فیلم سینمایی دموکراسی تو روز روشن (۱۳۸۸)
- بچه‌های آسمونی (۱۳۸۹)
- بوی بارون (بر اساس ملودی عماد رام) (۱۳۹۱)
- غربت (بر اساس ملودی کورش انوش) (۱۳۹۲)
- چشمه و دریا (بر اساس ملودی حامد آزاد) (۱۳۹۲)